# Laguna San Francisco
La laguna San Francisco es una laguna amazónica de Bolivia, situada en el municipio de Baures de la provincia de Iténez al este del departamento del Beni. Se encuentra a unos 18 km de la frontera con Brasil, a una altitud de 138 metros sobre el nivel del mar, en una zona de humedales. Presenta una forma rectangular, con unas dimensiones de 5,20 km de largo por una anchura máxima de 2,60 km de ancho y una superficie de 12,70 km².